# Zanzibar
Denna artikel behandlar den autonoma regionen Zanzibar. För andra betydelser, se Zanzibar (olika betydelser)
Zanzibar är ett delvis självstyrande örike i union med Förenade republiken Tanzania. Zanzibar har inre självstyre med egen konstitution, parlament, regering och president. Området som ligger utanför Tanzanias kust består av en arkipelag (Zanzibararkipelagen) belägen i Indiska oceanen som inkluderar öarna Zanzibar, Pemba och några småöar, och har en maritim gräns mot Kenya i nordväst.
Den totala arealen uppgår till 2 460 km². Dessa öar är i sin tur en del av de historiska så kallade Kryddöarna, vilka även omfattar den sydligare Mafiaön. Ögruppen har en lång historia som handelsnation i Indiska oceanen. Området utgjorde ett viktigt stopp längs med den kryddhandelsväg som gick mellan Indien, Afrika och Arabländer i förkoloniala tider. Som ett resultat av detta blev även slavhandeln utbredd tills den upphörde i och med att Storbritannien tillskansade sig området som ett protektorat år 1890.
Den totala folkmängden (inklusive Pemba) beräknas till 1 273 512 invånare år 2010. På öarna Pemba och Zanzibar är huvuddelen av befolkningen afrikaner som härstammar från fastlandet, men där finns också en grupp arabättlingar. Invandrade araber och perser har fört in arabiska och persiska traditioner. De har traditionellt försörjt sig på handel (inte minst slavhandel) och var det forna Zanzibarrikets överklass. På öarna lever även en minoritet av indisk och pakistansk härkomst.

## Historia
Under 900-talet invandrade folk till området från Persien. Dessa och de i området redan boende bantufolken blev med tiden ett folk, som kom att kallas shirazi. Detta folk utgjorde en stor del av den handel och kultur som fanns i Östafrika och i alla swahilitalande länder. En kortvarig kolonisation av öarna skedde i början på 1500-talet. Omanier intog området under 1600-talet och på 1700-talet kontrollerade de hela området.
Said ibn Sultan tillträdde som sultan över Oman år 1806 och han förflyttade hela sitt högkvarter till ön Zanzibar på 1830-talet. Kryddor blev under hans styre successivt en allt viktigare ekonomisk källa. Den arbetskraft som krävdes blev grund till en av Afrikas största slavmarknader och de flesta slavarna var från det afrikanska fastlandet. Zanzibar var en av de viktigaste hamnarna för den Indiskoceanska slavhandeln. Ön förklarades självständig från Oman år 1860, fyra år efter det att ibn Sultan dött.
Efter självständigheten öppnades västerländska konsulat i området. John Kirk från Storbritannien var mellan 1866 och 1887 rådgivare till den dåvarande sultanen, som till största del av tiden var Sayyid Barghash ibn Said. Kirks avsikt var att slaveriet skulle avta. Under kapplöpningen om Afrika mellan Tyskland och Storbritannien förklarade Storbritannien Zanzibar som sitt protektorat år 1890 och under denna tid tog man bort slaveriet helt. Området blev helt självständigt i december 1963.

## Politik
I december 1963 fick Tanganyika och Zanzibar självständighet från Storbritannien. Kort därpå, i januari 1964 inträffade den blodiga revolutionen i Zanzibar. Sultanen Jamshid bin Abdullah störtades och Abeid Karume för Afro-Shirazi-partiet fördes till makten. Detta resulterade i en arabisk landsflykt där Karume genom kommunism försökte höja landets levnadsvillkor. I april 1964 ingick man därför i en union med Tanganyika där landet Tanzania bildades. Unifierandet sågs av Julius Nyerere som ett sätt att kuva kommunismen. Området fick genom detta självstyre.
Självstyret är ganska stort, även om området hela tiden har protesterat mot den dominerande roll som fastlandet har. Man har en egen president, idag Abeid Karumes son Amani Abeid Karume, som är ledare över en 59 ledamöter stor riksdag och sedan 1985 en konstitution. Efter det att Karume mördades genom ett lönnmord, tillträdde Aboud Jumbe som öns president. Som ett resultat skedde en viss liberalisering.
Vid valet 1995, där partiet Civic United Front ställdes mot Chama Cha Mapinduzi, inträffade valfusk, även om vinnaren, Salmin Amour från Chama Cha Mapinduzi, fick titeln. Valfusk inträffade återigen påföljande val i november år 2000. I detta val "vann" Amani Abeid Karume från samma parti. Blodiga upplopp drabbade området i samband med protester mot valet i januari 2001 och fler än 30 personer dog. På grund av internationellt tryck skrevs en fredsuppgörelse i oktober 2001 med 150 närvarande delegater från Civic United Front och Chama Cha Mapinduzi. Ett nyval skedde inte, men bättre övervakning vid valen och en ny lag utlovades.

## Administrativ indelning
Det delvis autonoma området består av öarna Zanzibar och Pemba. Dessa är indelade i fem av Tanzanias administrativa regioner, vilka i sin tur består av tio distrikt.
Regioner och distrikt
- Norra Zanzibar
  - North "A"
  - North "B"
- Södra Zanzibar
  - Central
  - South
- Västra Zanzibar
  - Zanzibar Urban (består av staden Zanzibar)
  - Zanzibar West
- Norra Pemba
  - Micheweni
  - Wete
- Södra Pemba
  - Chake Chake
  - Mkoani

## Natur

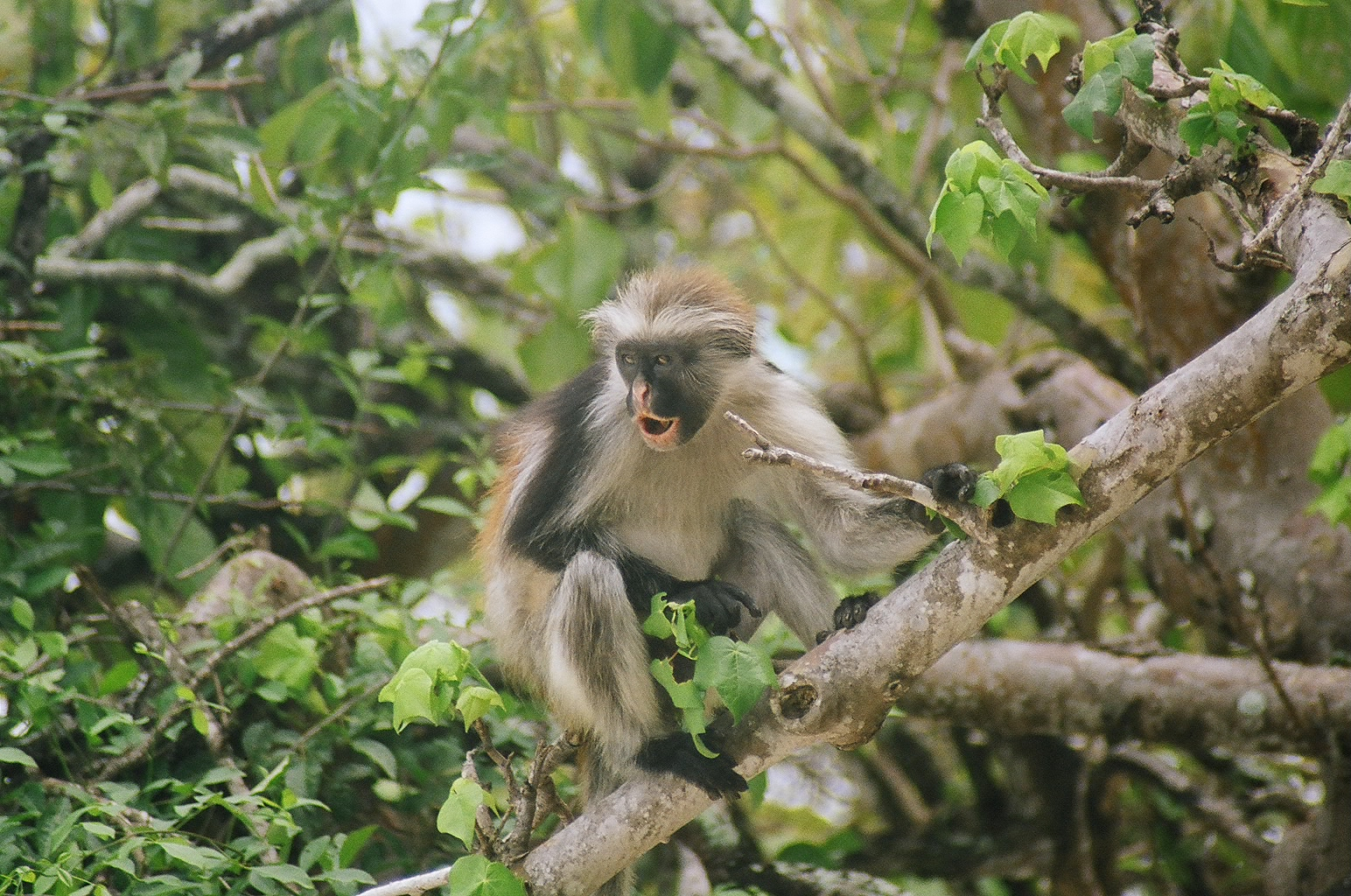
Piliocolobus kirkii

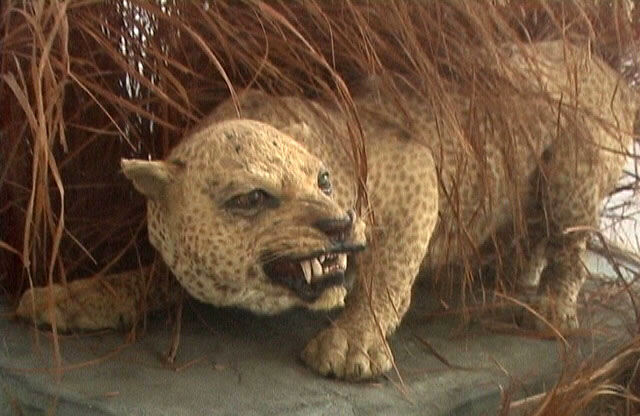
Uppstoppad zanzibarleopard

Zanzibar har många ovanliga djur- och växtarter. I Jozani Chwaka Bay nationalpark, som är Zanzibars enda nationalpark, finns exempelvis en art av röda guerezor, Piliocolobus kirkii, och många exotiska träd. Zanzibars huvudö Unguja (även kallad Zanzibar) har en fauna med grund i sammankopplingen med det afrikanska fastlandet under den senaste istiden. Endemiska däggdjur med kontinentala släktingar inkluderar Piliocolobus kirkii, en av Afrikas sällsyntaste apor, med kanske färre än 1 500 individer. Arten, som har varit isolerad på ön i åtminstone 1 000 år, är systematiserad som en egen art med annat utseende, lockrop och matvanor än de röda guerezor som återfinns på fastlandet.
Sällsynta inhemska djur inkluderar Panthera pardus adersi, Zanzibarleopard, som är svårt hotad och möjligtvis utrotad, och en underart till småfläckig genett, Genetta servalina archeri, som nyligen beskrivits. Det finns inga stora vilda djur i Zanzibar och skogsområden, såsom Jozani, bebos av apor, penselsvin, små antiloper, civetter och, enligt rykten, Zanzibarleoparden. Ett antal mungoarter finns, liksom ett stort antal fågel- och fjärilsarter. Pemba, som inte hänger ihop med Unguja och afrikanska kontinenten, avskiljs av djupa kanaler och har en i jämförelse liten fauna. Flyghunden Pteropus voeltzkowi är endemisk till Pemba.

## Klimat
Zanzibar har ett tropiskt klimat så det är varmt året runt. Det skiljer sig lite mellan årstiderna. Det finns två regnperioder, den långa mellan mars och maj och den korta mellan november och december. Det händer även att det kommer skurar på torrperioden, men de kommer snabbt och försvinner även snabbt. Den kallaste månaden är juli eftersom Zanzibar ligger söder om ekvatorn.
|                                            | Jan | Feb | Mar | Apr | Maj | Jun | Jul | Aug | Sep | Okt | Nov | Dec |
| ------------------------------------------ | --- | --- | --- | --- | --- | --- | --- | --- | --- | --- | --- | --- |
| Normaldygnets maximitemperaturs medelvärde | 32  | 32  | 32  | 30  | 28  | 28  | 27  | 28  | 28  | 30  | 31  | 31  |
| Normaldygnets minimitemperaturs medelvärde | 24  | 24  | 25  | 25  | 23  | 23  | 22  | 22  | 22  | 22  | 23  | 24  |
|                                            |     |     |     |     |     |     |     |     |     |     |     |     |
| Nederbörd                                  | 58  | 66  | 147 | 320 | 290 | 53  | 28  | 30  | 41  | 66  | 170 | 140 |

| Diagram | temperaturer i °C • månadsnederbörd i mm | temperaturer i °C • månadsnederbörd i mm | temperaturer i °C • månadsnederbörd i mm | temperaturer i °C • månadsnederbörd i mm | temperaturer i °C • månadsnederbörd i mm | temperaturer i °C • månadsnederbörd i mm | temperaturer i °C • månadsnederbörd i mm | temperaturer i °C • månadsnederbörd i mm | temperaturer i °C • månadsnederbörd i mm | temperaturer i °C • månadsnederbörd i mm | temperaturer i °C • månadsnederbörd i mm | temperaturer i °C • månadsnederbörd i mm |
|         | 58 32 24                                 | 66 32 24                                 | 147 32 25                                | 320 30 25                                | 290 28 23                                | 53 28 23                                 | 28 27 22                                 | 30 28 22                                 | 41 28 22                                 | 66 30 22                                 | 170 31 23                                | 140 31 24                                |

## Näringsliv
Zanzibar har varit, och är fortfarande, ett handelscentrum. Området har ansetts vara världens kryddcentrum och har som ett resultat av detta fått epitetet Kryddöarna. Den är ett av de få ställen där saffran fortfarande odlas. Fram till 1970-talet var Zanzibar världsledande inom nejlikeframställningen även om det gradvis har minskat. Idag är turismen en viktig ekonomisk källa.
I området finns många stränder och djur- och växtlivet är stort. Detta, tillsammans med Zanzibars stenstad, kryddarvet, fiskelägena och områdets semesterorter, såsom Nungwi, har bidragit till Zanzibars turism.

## Demografi

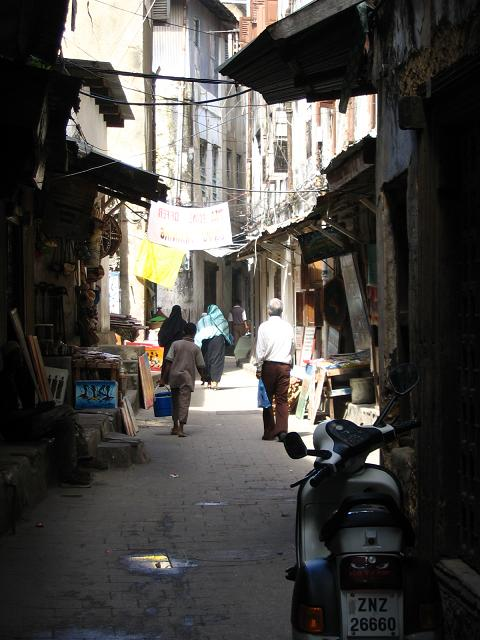
Gränd i Zanzibars stenstad, som är mycket tätbefolkad.

År 2012 uppmättes folkmängden på Zanzibar till 1 303 569, varav 48% män och 52% kvinnor. Befolkningen, som till 97 % är muslimer är i första hand sunni, vilket inkluderar såväl sufiordnar som salafiströrelser. Bland den muslimska befolkningen finns också en minoritet av Shiamuslimer (Ismailiter och Bohoras), de flesta med ursprung i Indien och Ibadi muslimer med ursprung i Oman. Andra religiösa minoriteter inkluderar hinduer, jainer och sikher samt olika kristna kyrkor. De två största kristna kyrkorna är den katolska och den anglikanska, som funnits representerade sedan 1800-talets slut. Det finns även den lutherska kyrkan samt en mängd pingstkyrkor representerade. Ungefär 80 % av befolkningen är afrikaner, och dessa delas upp i så kallade shirazi, som den ursprungliga befolkningen heter, och fastlandsafrikaner. Shirazi talar bantuspråk trots sin persiska bakgrund. De fastlandsafrikaner som emigrerat till Zanzibar ser sig själva som shirazi.
De arabiska invånarna är antingen av omanskt ursprung, ett resultat av den omanska koloniseringen av området, eller annat ursprung. De som är av annat ursprung har assimilerats med dem av afrikanskt ursprung och talar samma bantuspråk som shirazi, det vill säga swahili. Omanierna håller i regel kvar vid sina traditioner och är måna om sin identitet. Omanierna utgjorde det forna Zanzibarrikets överklass. Invånarna av indiskt och pakistanskt ursprung är ofta affärsmän.
Urbanisering
Zanzibarområdet har en för tanzaniska förhållanden hög urbaniseringsgrad och beräknas ligga på 42,94 procent år 2010. Den urbana befolkningen är dock ganska ojämnt fördelad över området, där staden Zanzibar med närmaste omgivning i regionen Västra Zanzibar dominerar kraftigt. Urbaniseringsgraden i Västra Zanzibar beräknas till nästan 88 procent år 2010, medan den på övriga delar av ön Zanzibar ligger på endast 6,28 procent. Ön Pemba beräknas ha en urban befolkning på nästan 21 procent. De enda större orterna utanför staden Zanzibars storstadsområde är Chake Chake och Wete, båda på Pemba.
Delar av staden Zanzibar uppvisar mycket hög befolkningstäthet. Kisimamajongoo är en shehia inom staden som vid folkräkningen 2002 hade 83 240 inv./km² (4 162 invånare på 0,05 km²), och flera andra områden i staden noterade vid samma tidpunkt en täthet på över 20 000 inv./km².